# الکس، اوت-ساوی
الکس، اوت-ساوی (به فرانسوی: Alex, Haute-Savoie) یک کمون در فرانسه است که در Canton of Annecy-le-Vieux واقع شده‌است.

## خصوصیات
الکس ۱۷٫۰۲ کیلومترمربع مساحت و ۹۳۰ نفر جمعیت دارد.